# Nigel Thrift
Sir Nigel John Thrift, né le 12 octobre 1949 à Bath, est un géographe britannique. Il est actuellement vice-chancellor de l'université de Warwick.

## Origines, formation et carrière
Né en 1949, il grandit à Aberystwyth et Bristol (Angleterre) où il obtient son doctorat à l'université de Bristol.
Thrift occupe différents postes dans de nombreuses universités dont l'université de Cambridge, l'université de Leeds, l'université du pays de Galles, l'université de Bristol et l'université d'Oxford.
À Oxford, Thrift prend la tête de la division des Life and Environmental Sciences en 2003 avant de devenir Pro-Vice-Chancellor for Research en 2005.
En 2003, il devient fellow de la British Academy, et reçoit la médaille Victoria décernée par la Royal Geographical Society.
En 2005, il est nommé vice-chancellor de l'université de Warwick, prenant ses fonctions en juillet 2006. Il est décoré de la Scottish Geographical Medal par la Royal Scottish Geographical Society en 2008. Il prévoit de se retirer de son poste en 2015, après le jubilé de l'université.
Thrift est anobli en 2015 pour services rendus à l'enseignement supérieur,.

## Domaines de recherche
- Finance internationale
- Villes, politiques urbaines et vie politique
- Théorie non-représentationnelle (en)
- Nouvelles technologies de la communication, prosthétiques et affectives
- L'histoire du temps et la construction des événements

## Contribution à la géographie
Thrift est décrit comme l'un des leaders de la géographie humaine mondiale et des sciences sociales, et on lui attribue l'expression de soft capitalism et l'origine de la non-representational theory (théorie non-représentationelle). En 1982, il fonde avec Geraldine Pratt et Michael J. Dear la revue Environment and Planning D: Society and Space tout en étant rédacteur en chef depuis 1979 de Environment and Planning A.
Les premiers travaux de Thrift sont essentiellement rattachés à la géographie économique et aux effets du mode de production capitaliste sur les relations spatiales, sur les conceptions du temps, et sur les marchés du travail. Plus tard, et à l'étonnement de ses premiers collaborateurs comme Richard Peet, il se dirigea vers le post-structuralisme avec une attention à la subjectivité, aux représentations, à l'identité et à la pratique dans les sociétés occidentales. Son travail sur le temps, la langue, la puissance, les représentations, et le corps a eu une influence, et il a été suggéré que la carrière de Thrift reflétait et, dans certains cas, stimulait des changements intellectuels considérables dans la géographie humaine dans les années 1980 et 1990..
Plus récemment, il a publié sur ce qu'il appelle la non-representational theory, qui insiste sur les connaissances performatives et incarnées et constitue une tentative radicale d'arracher les sciences humaines et sociales de l'accent mis sur la représentation et l'interprétation en s'éloignant des modèles contemplatifs de pensée et d'action pour ceux basés sur la pratique. Les thèmes majeurs au sein de la théorie non-représentationnelle sont la subjectivation, l'espace comme un verbe, les technologies prosthétiques, l'incarnation et le jeu et l'excès. La théorie non-représentationnelle a suscité un débat considérable dans le domaine de la géographie humaine autour des limites de la médiation de notre monde à travers le langage et comment nous pourrions voir, sentir et communiquer au-delà de lui.